# Nervia nerva
Nervia nerva is een vlinder uit de familie van de dikkopjes (Hesperiidae). De soort is voor het eerst wetenschappelijk beschreven als Hesperia nerva door Johan Christian Fabricius in een publicatie uit 1793.

## Verspreiding
De soort komt voor in de graslanden en savannes van Tanzania, Zambia, Angola en Zuid-Afrika.

## Waardplanten
De rups leeft op Brachiaria serrata (Poaceae).

## Ondersoorten
- Nervia nerva nerva (Fabricius, 1793) (Zuid-Afrika)
- Nervia nerva paola (Plötz, 1884) (Tanzania, Angola, Zambia)
  - = Kedestes nerva paola Plötz, 1884